# 加泰罗尼亚议会大道

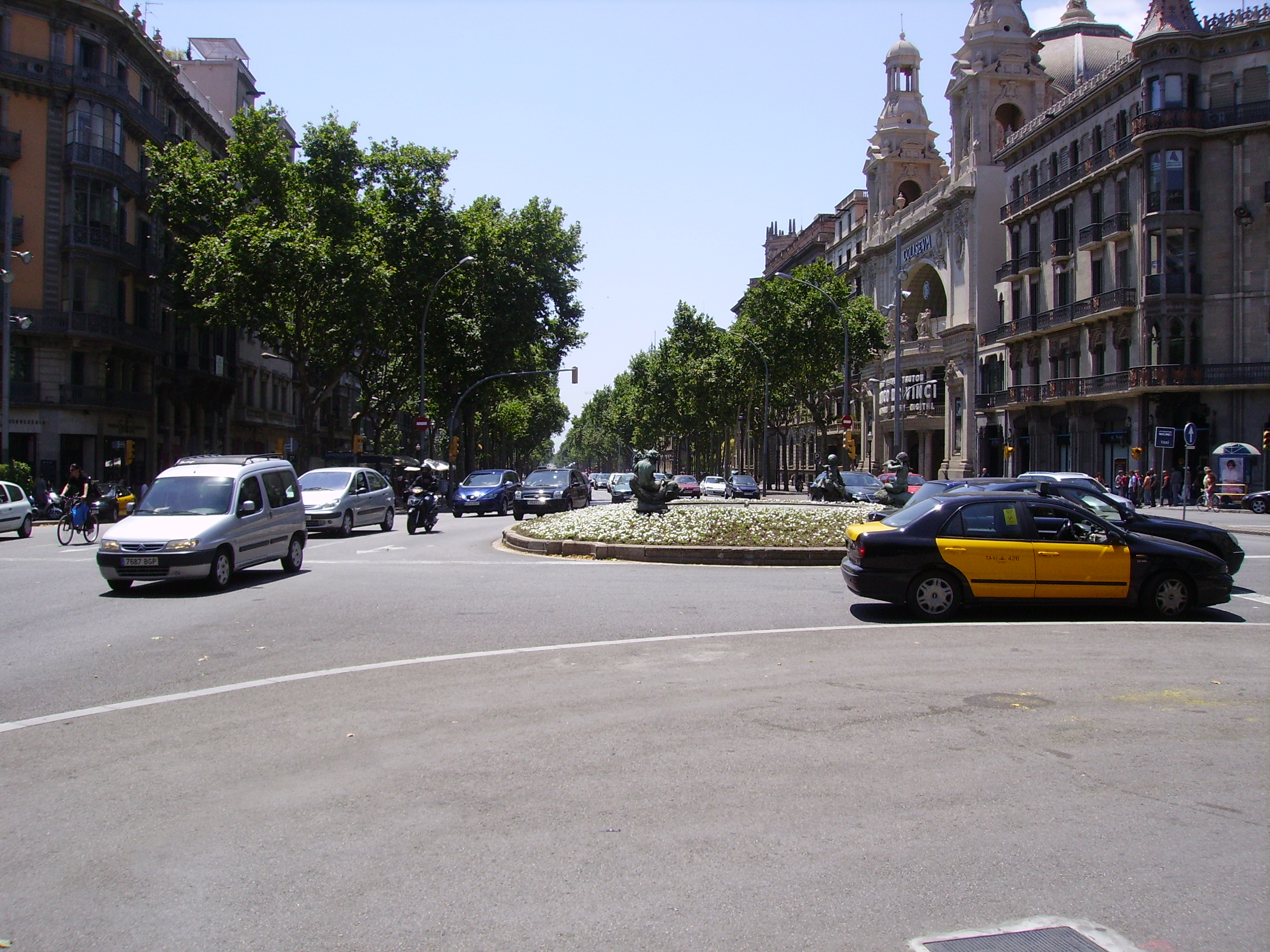
加泰罗尼亚议会大道与兰布拉大街路口

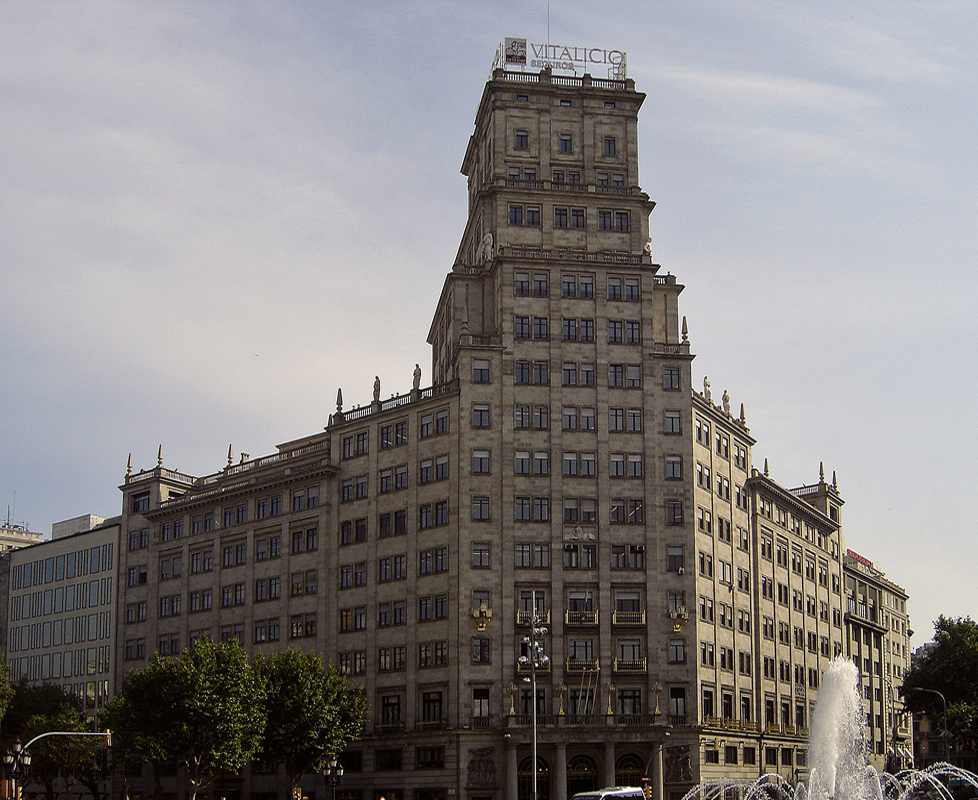
人寿银行大厦

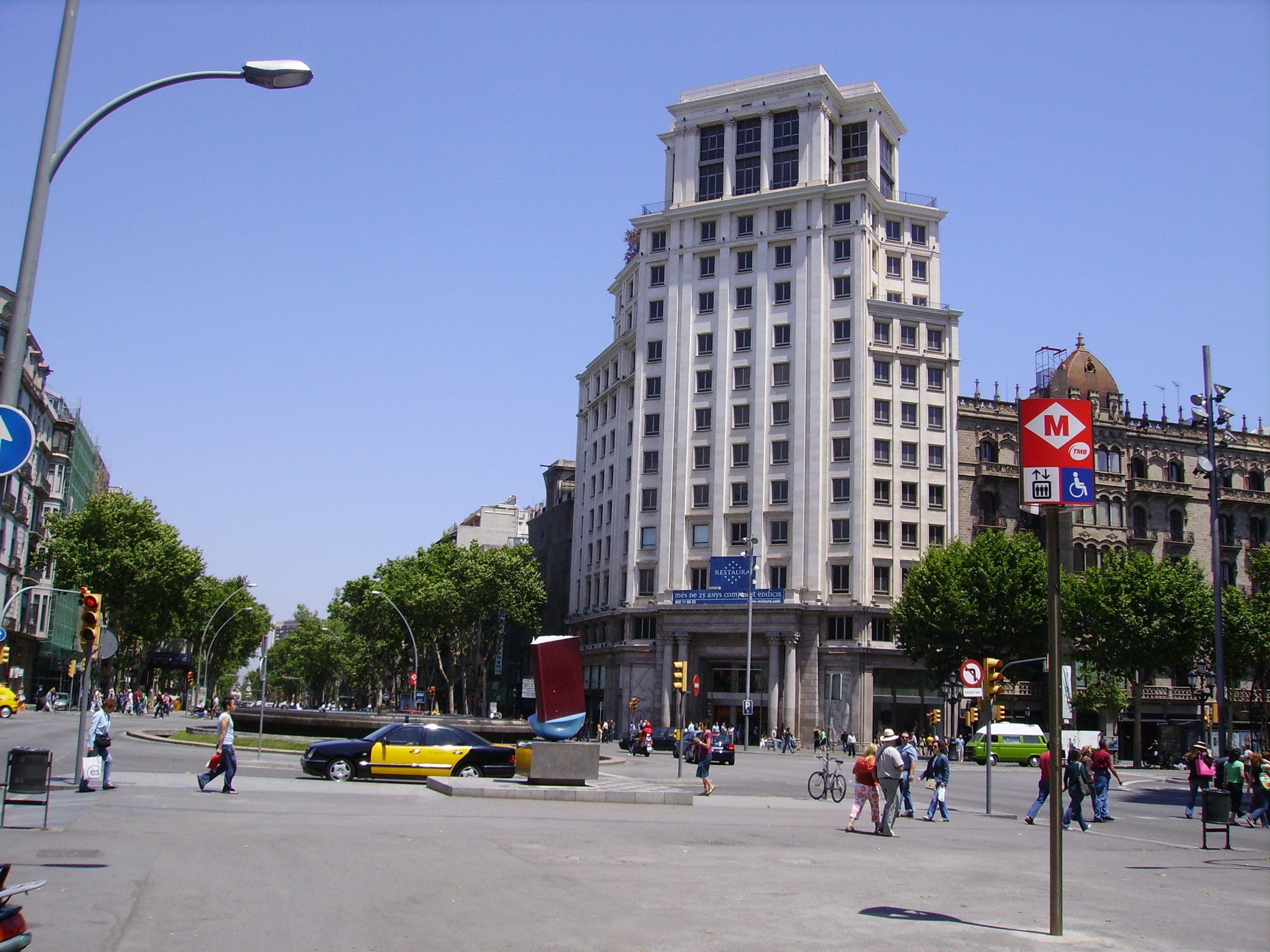
加泰罗尼亚议会大道与格拉西亚大道路口

加泰罗尼亚议会大道（Gran Via de les Corts Catalanes），简称为Gran Via，是巴塞罗那的主要大道之一。

## 位置
加泰罗尼亚议会大道穿越整个巴塞罗那市区，从东北边缘的Sant Adrià de Besòs, 一直延伸到西南边缘的L'Hospitalet de Llobregat，中间经过巴塞罗那最重要的一些广场：西班牙广场, 大学广场（Plaça Universitat）、加泰罗尼亚广场, 得土安广场（Plaça de Tetuan）、加泰罗尼亚荣耀广场（Plaça de les Glòries Catalanes）。加泰罗尼亚议会大道全长超过8公里。

## 历史
19世纪后期城市规划师伊尔德方索·塞尔达（Ildefons Cerdà）拟定了扩建巴塞罗那的方案，（现在称为“塞尔达计划”），用宽阔的道路连接巴塞罗那周围的沿海一些村庄。1979年民主化后使用现名。

## 交通
巴塞罗那最早的地铁线路兴建于1920年代，从加泰罗尼亚广场到西班牙广场，现在是1号线的一部分。

## 名胜
- 体育馆电影院（Cinema Coliseum）
- 西班牙内战期间意大利轰炸死难者纪念碑（2001年）, 体育馆电影院对面
- 狄安娜喷泉（Font de Diana），Venanci Vallmitjana的作品[1]
- 加泰罗尼亚荣耀广场
- 人寿银行大厦（Banco Vitalicio Building）
- “向书致敬”雕塑，格拉西亚大道与加泰罗尼亚议会大道路口